# Gobio brevicirris
Gobio brevicirris är en fiskart som beskrevs av Fowler, 1976. Gobio brevicirris ingår i släktet Gobio och familjen karpfiskar. IUCN kategoriserar arten globalt som livskraftig. Inga underarter finns listade i Catalogue of Life.